# Быкова, Ирина Сергеевна
Ири́на Серге́евна Бы́кова (род. 3 февраля 1986 года, Москва) — Заслуженный мастер спорта по кудо, чемпионка мира 2005 года в абсолютной женской категории, 18-кратная чемпионка России, чемпионка Европы 2008 года, 4 дан по кудо.